# Archives départementales de l'Oise
Les archives départementales de l'Oise sont un service du conseil départemental de l'Oise. Elles se situent à Beauvais.

## Missions
Créées en 1796, les Archives départementales ont été confiées au Conseil général en 1986, aujourd’hui Conseil départemental, dans le cadre des lois de décentralisation.
Elles ont pour missions :
- de recevoir les archives de l’ensemble des administrations et des organismes publics de l’Oise, celles des communes sous forme de dépôt et les minutes et répertoires des notaires. Elles collectent également des archives privées par don, dépôt, achat ou legs (archives familiales, archives d’entreprises, d’associations, de syndicats, de partis politiques, etc.) ;
- de trier, classer et inventorier ces documents afin de les mettre à la disposition du public ;
- d’assurer leur sauvegarde en les conservant dans de bonnes conditions, et, le cas échéant, en les restaurant, en les reliant et en les reproduisant par procédé photographique, micrographique ou numérique ;
- de communiquer les documents originaux en salle de lecture ou numérisés sur internet aux chercheurs, étudiants et universitaires, généalogistes et érudits locaux, ainsi qu’à toute personne qui en fait la demande dans le cadre de recherches historiques ou administratives ;
- de les mettre à la disposition d’un public plus large (scolaires et « grand public »), à l’occasion d’expositions, de conférences et dans le cadre du service éducatif.

Le directeur des Archives départementales et son adjoint assurent également les missions de contrôle scientifique et technique de l’État sur les archives publiques dans le département (contrôle des conditions de conservation, de traitement et de communication des archives, délivrance des visas réglementaires d’élimination des documents).

### Histoire
1796 : les Archives départementales sont créées par la loi du 5 brumaire an V (26 octobre 1796). La Révolution leur assigne pour tâche de rassembler les papiers provenant des institutions d’Ancien Régime supprimées, des établissements ecclésiastiques nationalisés, des familles d’émigrés. Les archives départementales de l’Oise sont abritées à la préfecture de l’Oise, installée dans le palais épiscopal de Beauvais.
1825 : la préfecture de l’Oise et les Archives départementales s’installent dans l’ancienne abbaye Saint-Quentin de Beauvais.
1914-1918 : si les Archives départementales sont épargnées par la Première Guerre mondiale, les documents encore conservés par les administrations et les communes à travers le département subissent des pertes irréparables. On déplore ainsi la disparition d’une partie de l’état civil des arrondissements de Senlis et surtout de Compiègne, la destruction des archives de nombreuses communes, dont Noyon (en 1918), la destruction du prestigieux fonds du bailliage de Senlis, etc.
1930 : construction du « dépôt de fer » attenant à la préfecture de l’Oise pour abriter les archives.
1939-1945 : l’Oise est bombardée et de nombreux documents d’archives disparaissent avec les bâtiments qui les conservent (destruction, entre autres, du service du cadastre et de la mairie à Beauvais et du tribunal à Compiègne en 1940). Les Archives départementales ne connaissent pas de dégâts majeurs.
1959-1960 : en raison de la saturation des locaux de la préfecture, un bâtiment d’archives moderne d’une capacité de stockage de 16 kml est construit avenue Victor-Hugo à Beauvais.
1975 : pour désengorger le bâtiment de Beauvais, une annexe des Archives départementales est aménagée à Senlis dans l’ancien hôpital de la Charité, classé monument historique, afin, notamment, de recevoir les archives communales déposées en vertu d’une loi votée en 1970.
1994 : le Conseil général décide de construire un nouveau bâtiment à Beauvais dans lequel seront regroupées toutes les archives conservées dans les deux sites de Beauvais et de Senlis, sur un terrain suffisamment vaste pour permettre une extension ultérieure. Conçu par les architectes Richard Gallois, Jean Germain et Xavier Simonneaux et construit par l’entreprise Quille, ce nouveau bâtiment est édifié de janvier 2001 à juin 2002.
2003 : ouverture au public du nouveau bâtiment le 13 janvier. Il est inauguré le 14 février 2003 par le président du conseil général de l’Oise en présence de Jean-Jacques Aillagon, ministre de la Culture et de la Communication, et de Martine de Boisdeffre, directrice des archives de France.
Les archives départementales poursuivent au quotidien la prise en charge et le tri des documents émanant des producteurs publics et la collecte de documents patrimoniaux relatifs au département de l'Oise émanant de producteurs privés. 

### Bâtiment
Conçu par les architectes Richard Gallois, Jean Germain et Xavier Simonneaux, le bâtiment actuel, sis 71 rue de Tilloy à Beauvais, est ouvert le 13 janvier 2003. Il remplace le site de l'avenue Victor-Hugo à Beauvais, inauguré en 1961, et un second site situé à Senlis devenus inadaptés et arrivés à saturation.

### Directeurs
- Louis Aux Cousteaux de Conty (1836-1861)
- Gustave Desjardins (1862-1869)
- Armand Rendu (1869-1880)
- Émile Coüard-Luys (1880-1888)
- Ernest Roussel (1888-1923)
- Jean Béreux (1923-1950) et Joseph Estienne (1941-1944)
- Robert Allain (1950-1955)
- Christian Gut (1955-1961)
- Marie-Josèphe Gut (1961-1993)
- Geneviève Étienne (1993-2000)
- Bruno Ricard (2000-2013)
- Béatrice Olive (2013-2014)
- Clotilde Romet (depuis 2014)

## Accès
En voiture : le bâtiment situé au 71 rue de Tilloy à Beauvais dispose d’un parking gratuit.                                     
En train : au départ de la gare de Beauvais, prendre le bus no 4, arrêts Tilloy ou Allendé. 

## Fonds numérisés
- État civil[1]
- Dispenses de mariages[2]
- Recensements de population[3]
- Registres matricules[4]
- Registres du contrôle des actes et de l’enregistrement
- Registres de délibérations communaux
- Cartes et plans[5]
- Cartes postales, photographies et gravures[6]
- Sceaux[7]

## Expositions
Les Archives départementales proposent au public des expositions sur des thèmes variés valorisant les fonds d’archives qu’elles conservent, parmi lesquelles :
- Monuments (2021-2022)
- Sports – Une histoire dans l’Oise (2019)
- Portem – Figures peintes des exemptés de la Grande Guerre (2018)
- Carto – Cartographier l’Oise, une représentation du territoire au XVIIIe siècle par les plans d’intendance (2018)
- Prendre soin – 8 siècles de présence hospitalière dans l’Oise (2016-2017)
- Petites histoires de l’Histoire - Quinze ans d’entrées extraordinaires aux archives départementales de l’Oise, 2000-2015 (2015-2016)
- États de lieux – Photographie et évolutions des paysages (2015)
- De l’eau et des hommes (2013-2014)
- De l’Oise à la Lune – Léon Fenet, photographies 1883-1898 (2012-2013)
- Mille ans d’écriture dans l’Oise (2011-2012)
- Pas d’Histoire sans elles – Femmes de l’Oise, 1789-1945 (2010-2011)
- Fernand Watteeuw photographe, 1913-2003 (2009-2010)
- 1914-1918 : L'Oise se souvient (2008)
- Mémoire ouvrière et patrimoine industriel de l'Oise (2007)
- Être enfant dans l'Oise au XIXee siècle (2006)
- 1939-1945, l’Oise dans la Seconde Guerre mondiale (2005)
- Regards. Charles Commessy, photographe, 1856-1941 (2003)

## Pour approfondir